# NGC 4180
NGC 4180 (другие обозначения — NGC 4182, IRAS12104+0719, UGC 7219, MCG 1-31-25, VCC 73, PGC 38964) — галактика в созвездии Дева.
Этот объект занесён в новый общий каталог несколько раз, с обозначениями NGC 4180, NGC 4182.
Этот объект входит в число перечисленных в оригинальной редакции «Нового общего каталога».
Галактика NGC 4180 входит в состав группы галактик NGC 4261. Помимо NGC 4180 в группу также входят ещё 31 галактика.
Обладает активным ядром, относится к типу LINER.